# Verbove, Pavlohrad
Verbove (în ucraineană Вербове) este un sat în comuna Troiițke din raionul Pavlohrad, regiunea Dnipropetrovsk, Ucraina.

## Demografie
Componența lingvistică a localității Verbove
     Ucraineană (94,44%)
     Rusă (5,56%)
Conform recensământului din 2001, majoritatea populației localității Verbove era vorbitoare de ucraineană (94,44%), existând în minoritate și vorbitori de rusă (5,56%).